# 御手洗港
御手洗港（みたらいこう）は、広島県呉市豊町（大崎下島・三角島）にある港湾。港湾管理者は広島県。地方港湾。

## 概要

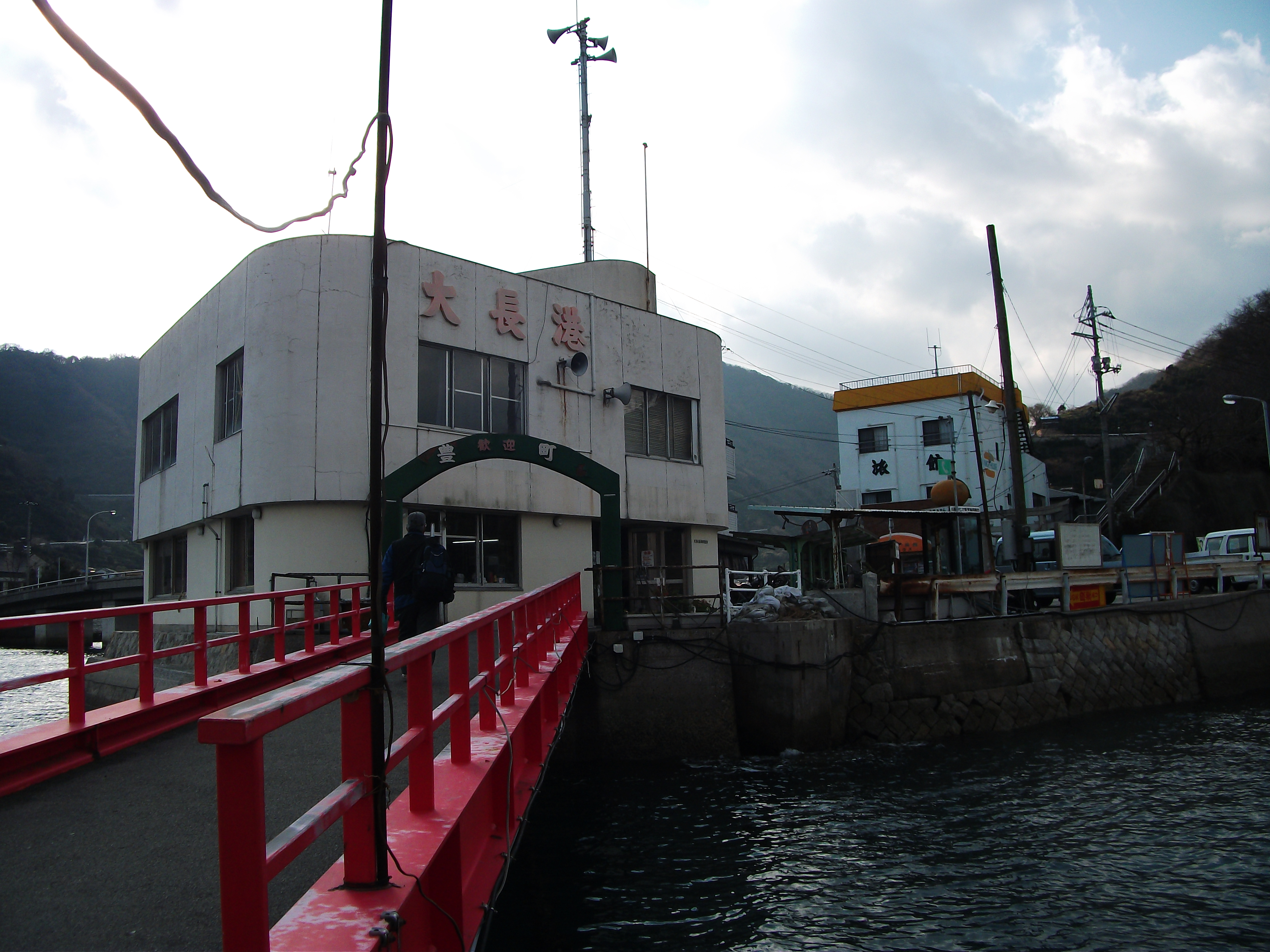
大長港客船ターミナル

大崎下島の北側に海域が指定されている。
- 御手洗港

「御手洗港」地図
- 大長港

「大長港」地図
- 小長港

「小長港」地図
2000年3月11日に開業した「ゆたか海の駅」がある。
- 久比港

「久比港」地図
- 三角港（三角島）

「三角港」地図

## 航路
- しまなみ海運

高速船
- 竹原港 - めばる - 一貫目 - 天満 - 沖浦 - 明石 - 大長

※ 御手洗 寄港便もある。「めばる」から「明石」までが「大崎上島」
2009年3月末まで山陽商船が運航していた航路を2009年4月から引き継いだが、2024年9月にしまなみ海運が翌2025年3月31日をもって竹原～大崎上島～大長間の高速船航路運航休止の届出を中国運輸局尾道海事事務所に提出し、受理されたことが発表された。
フェリー
- 小長 - 明石（大崎上島）

2009年10月末まで山陽商船が運航していた航路を2009年11月1日から引き継いだ。
2022年12月に2023年5月末での廃止届を提出していたが、2023年3月に廃止撤回の方針が示された。
- 三角航路（呉市離島航路事業）[10]
  - 久比 - 三角
- 斎島汽船
  - 久比 - 立花（大崎下島） - 豊島（豊島） - 大浜（大崎下島）- 斎島